# Insula Sfântul Martin
Insula Sfântul Martin (în franceză Saint-Martin, în neerlandeză Sint Maarten) este o insulă tropicală în nord-estul Caraibelor, la 250 km nord de Guadelupa și 240 km est de Puerto Rico. Insula, cu o suprafață de 98 km², este divizată în părți aproximativ egale între Franța și Olanda, fiind unul dintre cele mai mici teritorii locuite partajate între două națiuni. Partea de sud a insulei este numită Sint Maarten și face parte din Regatul Țărilor de Jos iar partea nordică a insulei este numită Saint-Martin și este parte din regiunea de peste mări franceză Guadelupa. 
Principalele orașe de pe insulă sunt Marigot, în partea franceză, și Philipsburg, în partea olandeză. Partea franceză are o suprafață de 53,20 km² iar în 2004 populația ei era de 33.102 ceea ce înseamnă o densitate a populației de 622 loc/km². Partea olandeză are o suprafață de 34 km² iar în 2001 populația ei era de 30.594, ceea ce reprezintă o densitate a populației de 900 loc/km².

## Geografie

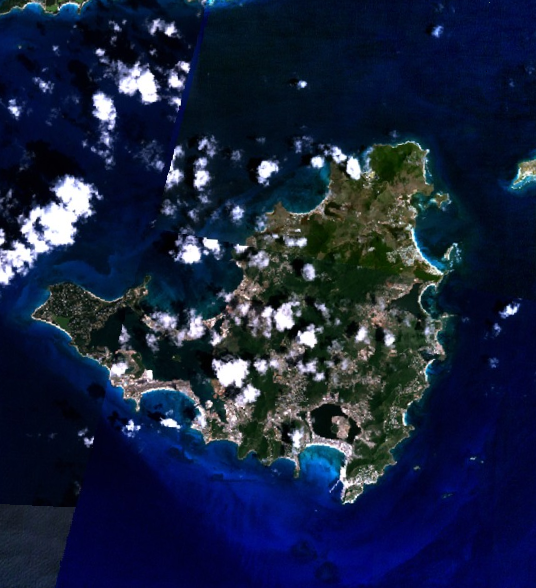
Vedere din satelit a insulei Sfântul Martin

Insulele cele mai apropiate sunt Anguilla și Saint Barthélemy. Insulele Saba, Sint Eustatius din Antilele Olandeze și Insulele Sfântul Kitts și Nevis sunt mai îndepărtate dar totuși sunt vizibile.
Litoralul insulei Sfântul Martin este decupat în numeroase golfuri în care există 30 de plaje, dar și unele golfuri mărginite doar de pietriș. Există de asemenea și câteva lacuri cu apă dulce cum ar fi: Grand Étang de Simsonbaai, Great bay, Étang aux poissons, Étang de Grand-Case, Étang Chevrise, Étang Guichard, Grand Étang des Terres Basses, etc ce sunt formate în golfuri închise de cordoane de nisip. Restul litoralului este de cele mai multe ori abrupt, cu faleze ce ating uneori 40 m.
În jurul insulei există câteva zeci de insule mai mici, cea mai importantă dintre ele fiind insula turistică Pinel ce dispune de trei plaje. În afară de câteva câmpii aluvionare în apropierea coastelor și în fundul văilor, relieful este abrupt, vârfurile fiind situate la o altitudine medie de 300 m, înălțimea maximă, Pic Paradis, fiind de 414 m situată în zona franceză. Drumul principal înconjoară insula de-a lungul coastei pentru a evita aceste regiuni înalte.
Există câteva surse de apă dulce dar debitul lor este insuficient pentru a forma râuri datorită infiltrării rapide a apei. Insula nu posedă astfel decât râpe, în general seci, în care se formează torente de apă în principal în perioada uraganelor. 
În urma colonizării insulei, vegetația originală a fost degradată în totalitate datorită activităților umane cum ar fi agricultura, crearea de pășuni și exploatările forestiere pentru construcție și fabricarea cărbunelui de lemn. Actualmente, în afara zonelor urbanizate, vegetația este formată din pâlcuri de pădure mai mult sau mai puțin xerofile în funcție de altitudine, formate din acacii, iar restul teritoriului are un aspect de savană acoperit de ierburi înalte.

## Istorie

Harta detaliată a insulei

Primele urme ale populării insulei sunt datate aproximativ acum 6.000 ani. Spre anul 800 insula era populată de tribul amerindian Taino iar în secolul al XIV-lea insula a fost ocupată de tribul Caraib.
În cel de-al doilea voiaj al lui Cristofor Columb spre America, în 1493, expediția identifică insula și o numește în onoarea sfântului Martin de Tours, sărbătorit în ziua descoperirii insulei, 11 noiembrie 1493. Insula era cunoscută de populațiile locale sub numele de Oualichi („Insula sărată”) și Soualiga („Insula femeilor”).
Din 1627, după câteva expediții de recunoaștere a salinelor naturale, pe insulă este instalată o mică garnizoană olandeză în zona în care actualmente se află orașul Philipsburg. În același timp, în partea orientală a insulei, câteva familii din colonia franceză din insula Sfântul Kitts cultivă tabacul.
În 1638 spaniolii, dorind să protejeze hegemonia lor regională, cuceresc garnizoana olandeză și, cu ajutor tehnic francez, construiesc în locul acesteia propriul lor fort ce rezistă, în 1644, unui contraatac olandez. În urma acestui atac, spaniolii părăsesc fortul și pe insulă rămân un grup de francezi și olandezi care se grăbesc să își prevină fiecare guvernul său. După câteva manevre de intimidare reciprocă, cele două părți preferă să își împartă insula în două zone de suveranitate prin stabilirea unor reguli de cooperare mutuală, în 23 martie 1648 cele două părți semnând acordurile Concordia, încă în vigoare la 350 ani după semnarea lor.
Ulterior, insula a fost atacată în repetate rânduri de pirați iar trupele britanice au atacat și ocupat insula în funcție de conflictele internaționale și alianțele din Europa. În secolul al XIX-lea sclavagismul este abolit pe insulă și un mare număr de muncitori de origine sud-asiatică sau chineză sunt aduși pe insulă ceea ce îmbogățește patrimoniul cultural al insulei.

## Statut politic

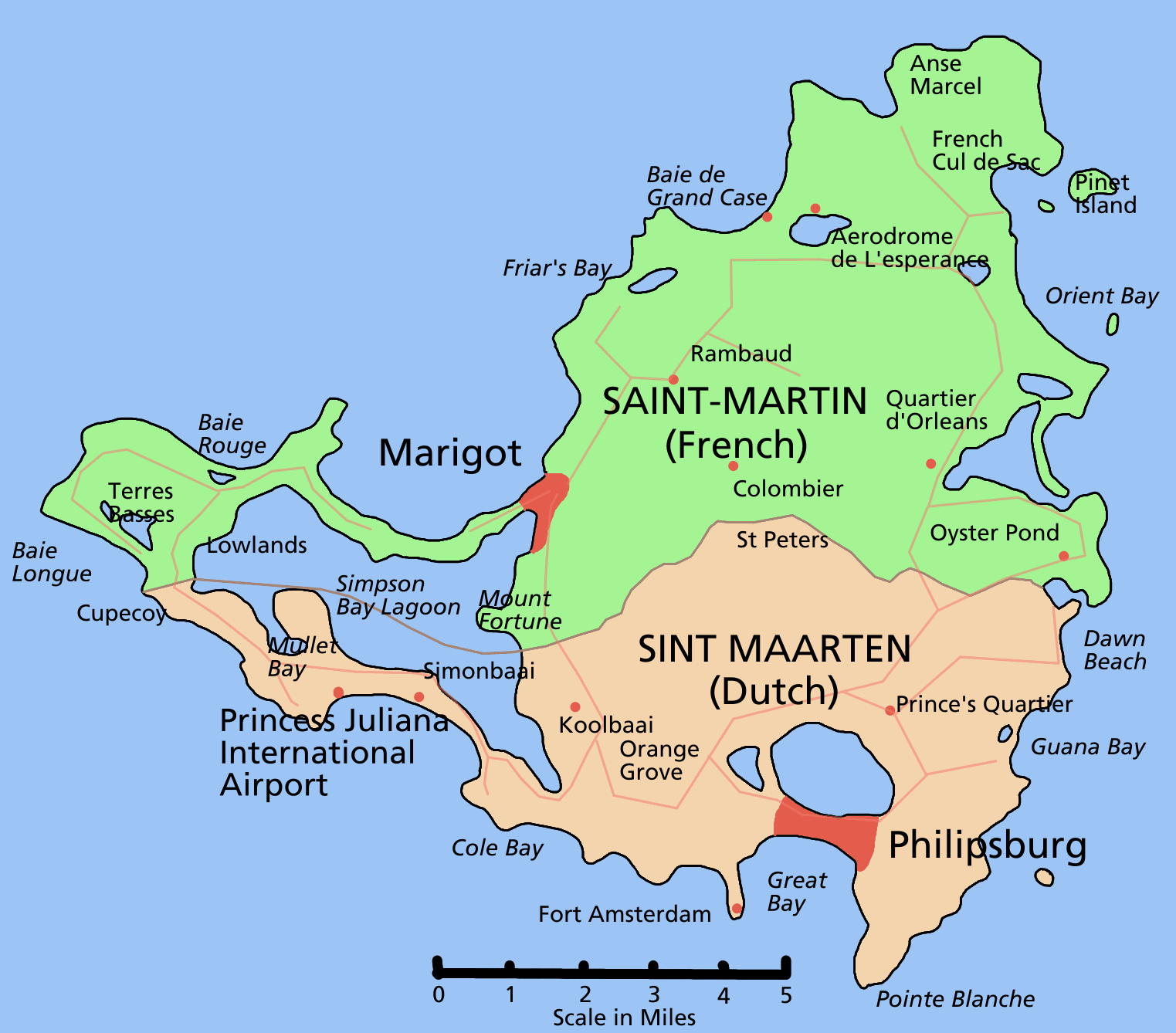
Harta indicând partea franceză în nord și partea olandeză în sud

Partajul insulei între Franța și Olanda a avut loc pe 23 martie 1648. Istoria spune că, pentru a decide modalitatea de a diviza insula, locuitorii au ales două persoane care au plecat împreună dintr-o extremă a insulei în direcții diferite. Persoanele nu aveau voie să fugă, iar punctul din cealaltă parte a insulei unde aceștia s-au întâlnit a reprezentat cealaltă extremă a liniei de separație. Aparent francezul a mers mai mult decât olandezul ales, o legendă locală spunând că aceasta se datorează efectelor benefice ale vinului pe care acesta l-a băut, spre deosebire de berea băută de olandez, dar olandezii au acuzat faptul că francezul a fugit în unele porțiuni.

### Sint Maarten
Sint Maarten, partea olandeză a insulei, este un teritoriu insular care face parte din Regatul Țărilor de Jos. Capitala este orașul Philipsburg iar moneda locală este guldenul Antilelor Olandeze.  Până pe 10 octombrie 2010 Sint Maarten făcea parte de Antilele Olandeze, dar după desființarea acestui teritoriu a devenit o țară constituentă a Regatului Țărilor de Jos.
Teritoriul este guvernat de către un consiliu al insulei, un consiliu executiv și un guvernator numit de către Coroana Olandeză. Pentru cetățenii Comunității Europene este relativ simplu să obțină rezidența în Sint Maarten, datorită înțelegerilor existente. Economia este bazată în primul rând pe turism (60-65 % din venituri), dar în ultima perioadă industria a început sa câștige mai mult teren datorită politicilor guvernamentale.

### Saint Martin

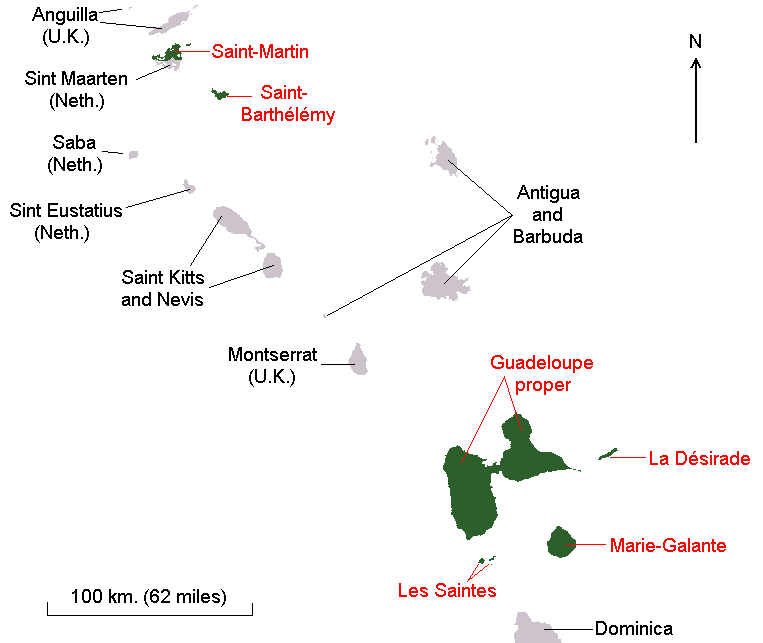
În verde sunt indicate teritoriile constituente ale regiunii Guadelupa

Saint-Martin este o comună franceză ce constituie o colectivitate de peste mări și care a făcut parte, până în 2007, din Guadelupa, o regiune și un departament de peste mări al Franței și astfel este parte a Uniunii Europene ca o regiune ultraperiferică. Capitala este orașul Marigot iar moneda locală este euro. 
În 2003 populația părții franceze a votat într-un referendum un proiect instituțional de transformare a insulei într-o colectivitate de peste mări cu adunare regională unică detașată de regiunea Guadelupa. Legea organică ce permite crearea noii colectivități teritoriale (Legea n° 2007-223 din 21 februarie 2007) a fost adoptată de Parlamentul francez pe 7 februarie 2007 și a intrat în vigoare pe 15 iulie 2007. Populația franceză este reprezentată în Parlament de un senator și de un deputat.
Partea franceză, este asemenea tuturor comunelor franceze, condusă de un primar și de un consiliu municipal ales de locuitorii cu cetățenie europeană ce locuiesc aici, conform prevederilor Tratatului de la Maastricht. Numeroșii cetățeni ce locuiesc în partea franceză a insulei, ce nu posedă cetățenia unei țări membre ale Uniunii Europene, nu au dreptul de vot în alegeri.

## Demografie
Populația părții franceze a cunoscut o puternică creștere datorată în principal turismului și în urma legii de defiscalizare a teritoriilor franceze de peste mări din 1985. Populația este foarte cosmopolită, existând un mare număr de imigranți originari din Haiti, Republica Dominicană dar și din Franța metropolitană și Guadelupa. În 1982 partea franceză avea o populație de doar 8.000 locuitori, care a crescut însă până la 31.397 conform unui recensământ din 2002. În ciuda faptului că limba oficială este limba franceză, limba engleză și limba creolă sunt vorbite în mod curent.
Și populația părții olandeze prezintă cam aceleași caracteristici, fiind foarte cosmopolită, locuitorii având aproximativ 101 naționalități, dar la fel cu o preponderență a imigranților din celelalte insule din Antile. Populația totală a insulei este de 33.119 locuitori în 2004.

## Economie
Principala industrie a insulei este turismul, iar partea olandeză este considerată un Paradis fiscal. Insula este dotată de un aeroport în partea olandeză a insulei, Princess Juliana International Airport, cu codul IATA SXM, cel de al doilea aeroport din Caraibele de Est ca trafic de pasageri, după aeroportul din Puerto Rico. Aeroportul are o pistă foarte scurtă, de doar 2.349 m, ce corespunde la limita aterizării marilor avioane transcontinentale gen Boeing 747 sau Airbus A340. Pentru a ateriza, acestea trebuie să facă o trecere la doar câteva zeci de metri deasupra unei plaje publice, Plaja Maho, locul fiind astfel o destinație favorită a persoanelor ce doresc să fotografieze avioane. Aeroportul funcționează ca un hub aerian pentru regiune, transportând zilnic un mare număr de turiști.
Se estimează la un milion de persoane numărul anual al turiștilor și la aproximativ 400.000 numărul de persoane ce efectuează croaziere marine ce vizitează anual insula. Cazarea pe insulă este oferită de hoteluri de clasă mondială, cu dimensiuni diferite, unele cu peste 200 de camere, altele cu mai puțin de 20 de camere. Închirierea autoturismelor este unul din principalele moduri de deplasare pe insulă, teritoriile interioare necesitând automobile cu tracțiune integrală pentru a fi accesibile. În perioadele turistice de vârf, circulația este problematică, blocajele fiind frecvente pe rutele ce conectează cele două capitale și aeroportul. Datorită situării insulei în zona de interconvergență tropicală, furtunile tropicale sunt frecvente spre sfârșitul verii și toamna.